# میرنا مازیچ
میرنا مازیچ (کرواتی: Mirna Mazić؛ زادهٔ ۲۴ دسامبر ۱۹۸۵) بازیکن بسکتبال زن اهل کرواسی است.
وی در مسابقات کشوری و بین‌المللی در مجموع برندهٔ ۱ مدال نقره، ۱ مدال برنز شده‌است.